# L'isola dei famosi (nona edizione)
La nona edizione del reality show L'isola dei famosi è andata in onda in prima serata su Rai 2 dal 25 gennaio al 5 aprile 2012, con la conduzione di Nicola Savino, affiancato in studio dagli opinionisti Daniele Battaglia, Diego Passoni, Lucilla Agosti, Laura Barriales (presente solamente per le prime due puntate), Nina Morić (presente solamente per le prime tre puntate) e Barbara De Rossi (presente dalla terza puntata in poi), e con la partecipazione della inviata Vladimir Luxuria. È durata 72 giorni, ha avuto 20 naufraghi e 11 puntate e si è tenuta presso Cayos Cochinos (Honduras).
Le vicende dei naufraghi sono state trasmesse da Rai 2 in prima serata con variazioni nelle serate del mercoledì (solamente la prima puntata), del giovedì (puntate 2-3, 5-11 e la puntata speciale intitolata Galà - La seratona) e del lunedì (solamente la quarta puntata), mentre la trasmissione delle strisce quotidiane nel day-time è stata affidata a Rai 2 (dal lunedì al venerdì).
È stata l'ultima edizione trasmessa dalla Rai, infatti i nuovi dirigenti non ritenendola idonea al palinsesto della TV di stato, non hanno rinnovato i diritti, acquistati poi da Mediaset nel 2015.
L'edizione si è conclusa con la vittoria di Antonella Elia, che si è aggiudicata il montepremi di 200000 €.

## Produzione
I concorrenti della nona edizione sono stati venti, di cui dieci concorrenti detti eroi (naufraghi delle precedenti edizioni), cinque concorrenti detti eletti, e cinque concorrenti entrati in gioco successivamente all'inizio del programma, questi ultimi assegnati rispettivamente alla squadra degli eroi o a quella degli eletti a seconda se avessero partecipato o meno a precedenti edizioni di questo reality. Questa edizione vede l'abbandono della categoria dei concorrenti non famosi, categoria introdotta nella quinta edizione del programma e presente in tutte le successive edizioni fino all'ottava.
Il regolamento del programma non è variato: due gruppi di naufraghi, eroi ed eletti, sarebbero dovuti riuscire a sopravvivere in un'isola deserta senza alcuna comodità, costruendosi un rifugio, accendendo il fuoco e procacciandosi il cibo. I concorrenti avrebbero posseduto un kit di sopravvivenza di base che in questa edizione comprendeva filo e amo da pesca; pentola, telo per costruire la capanna, stuoie da usare come giaciglio, un machete e due taniche d'acqua una per la doccia e una potabile arricchita di sali minerali e integratori. Durante le settimane di permanenza sull'isola, grazie ad alcune prove collettive, i concorrenti avrebbero potuto arricchire il loro kit con nuovi oggetti.
Il 12 aprile 2012 è andato in onda il gran galà di chiusura soprannominato La seratona.

## Conduzione
La conduzione è stata affidata a Nicola Savino, dopo che Simona Ventura è passata a Sky, mentre la co-conduttrice e inviata sull'isola è stata Vladimir Luxuria (vincitrice della sesta edizione). Tra gli opinionisti presenti in studio: Daniele Battaglia, Diego Passoni, Lucilla Agosti, Laura Barriales (presente solamente per le prime due puntate), Nina Morić (presente solamente per le prime tre puntate) e Barbara De Rossi (presente dalla terza puntata in poi).

## Ambientazione

### L'isola
L'ambientazione di questa edizione si trova a Cayos Cochinos, arcipelago dell'Honduras; il gruppo degli Eroi è inizialmente stanziato a Cayo Menor, in particolare sulla spiaggia chiamata Playa Uva, mentre a partire dalla terza settimana viene trasferito sull'isola di Cayo Paloma. Il gruppo degli Eletti vive su un'altra isola, di minori dimensioni, chiamata Cayo Bolaños, mentre solo per la quinta settimana viene spostato a Playa Uva, dove si trovavano gli Eroi nelle prime settimane, prima di trasferirsi dalla sesta settimana a Cayo Paloma, sulla stessa isola degli Eroi. Cayo Bolaños, utilizzato dagli Eletti nelle prime settimane, viene reimpiegato, anche con il nome di Cayo Solitario, per ospitare un concorrente in solitudine. 

### Lo studio
La diretta dallo studio è stata trasmessa, per l'ultima volta, dallo studio 2000 del Centro di produzione Rai di Via Mecenate a Milano con una nuova scenografia di Susanna Aldinio.

## I naufraghi
L'età dei concorrenti si riferisce al momento dello sbarco sull'isola.
| Concorrente             | Età     | Categoria | Professione                             | Giorni | Luogo di nascita | Stato                |
| ----------------------- | ------- | --------- | --------------------------------------- | ------ | ---------------- | -------------------- |
| Antonella Elia          | 48 anni | Eroi      | Attrice, showgirl, personaggio TV       | 36-72  | Torino           | Vincitrice           |
| Manuel Casella          | 33 anni | Eroi      | Modello, attore, personaggio TV         | 29-72  | Piacenza         | Secondo classificato |
| Andrea Lehotská         | 30 anni | Eletti    | Modella, showgirl                       | 29-72  | Detva            | Terza classificata   |
| Max Bertolani           | 47 anni | Eletti    | Football player, attore                 | 1-72   | Aviano           | Quarto classificato  |
| Aída Yéspica            | 29 anni | Eroi      | Showgirl, modella, attrice              | 1-72   | Caracas          | Quinta classificata  |
| Nina Morić              | 35 anni | Eroi      | Modella, showgirl, personaggio TV       | 22-65  | Zagabria         | Eliminata            |
| Jivago Santinni         | 25 anni | Eletti    | Modello, personaggio TV                 | 29-58  | Santa Maria      | Eliminato            |
| Guendalina Tavassi      | 26 anni | Eletti    | Showgirl, personaggio TV                | 1-58   | Roma             | Eliminata            |
| Carmen Russo            | 52 anni | Eroi      | Ballerina, showgirl                     | 1-51   | Genova           | Eliminata            |
| Divino Otelma           | 62 anni | Eletti    | Personaggio TV, sensitivo               | 1-51   | Genova           | Eliminato            |
| Rossano Rubicondi       | 39 anni | Eroi      | Attore, ex modello, personaggio TV      | 1-51   | Roma             | Eliminato            |
| Valeria Marini          | 44 anni | Eroi      | Attrice, showgirl, personaggio TV       | 1-44   | Roma             | Eliminata            |
| Enzo Paolo Turchi       | 62 anni | Eroi      | Ballerino                               | 1-41   | Napoli           | Ritirato             |
| Alessandro Cecchi Paone | 50 anni | Eroi      | Conduttore TV, personaggio TV           | 1-37   | Roma             | Eliminato            |
| Mariano Apicella        | 49 anni | Eletti    | Cantante                                | 1-30   | Napoli           | Eliminato            |
| Cristiano Malgioglio    | 66 anni | Eroi      | Cantautore, personaggio TV              | 1-26   | Ramacca          | Ritirato             |
| Den Harrow              | 49 anni | Eroi      | Cantante                                | 1-20   | Nova Milanese    | Eliminato            |
| Eliana Cartella         | 21 anni | Eletti    | Modella                                 | 1-17   | Viareggio        | Ritirata             |
| Arianna David           | 38 anni | Eroi      | Modella, conduttrice TV, personaggio TV | 1-16   | Roma             | Eliminata            |
| Flavia Vento            | 34 anni | Eroi      | Showgirl, attrice, personaggio TV       | 1-10   | Roma             | Ritirata             |

- Nota 1: Curiosamente, tra le file degli Eroi non compare nessun concorrente della settima edizione, mentre è presente almeno un concorrente per ciascuna delle altre.
- Nota 2: Nella tabella, la voce "Categoria" si riferisce alla squadra di appartenenza dei vari concorrenti all'inizio della loro entrata in gara (durante il reality, infatti, vi sono stati vari cambi di squadra, qui non riportati)

## Tabella delle nomination e dello svolgimento del programma
Leggenda
     Eroe
     Eletto
     Concorrente leader con il potere di mandare nomination ed immune
     Eroe spostato tra gli Eletti
     Eletto spostato tra gli Eroi
     Concorrente su Cayo Solitario
     Concorrente immune dalle nomination
     Vincitore della prova immunità: immune dalla nomination
     Concorrente in trasferimento
     Nomination per eleggere i finalisti
     Concorrente ammesso alla finale
     Concorrente qualificato alla finale
     Voto valido per 3 nella nomination (3x)

|                                                |                                                | Settimana 1                | Settimana 2                  | Settimana 3                         | Settimana 4                         | Settimana 5                                    | Settimana 6                                              | Settimana 7                         | Settimana 7                         | Settimana 8                         | Settimana 8                         | Settimana 9                         | Settimana 10                        | Settimana 10                        | Settimana 11 Finale                             | Settimana 11 Finale                             | Settimana 11 Finale                             | Numero totale di nomination |
| ---------------------------------------------- | ---------------------------------------------- | -------------------------- | ---------------------------- | ----------------------------------- | ----------------------------------- | ---------------------------------------------- | -------------------------------------------------------- | ----------------------------------- | ----------------------------------- | ----------------------------------- | ----------------------------------- | ----------------------------------- | ----------------------------------- | ----------------------------------- | ----------------------------------------------- | ----------------------------------------------- | ----------------------------------------------- | --------------------------- |
| Leader                                         | Leader                                         | Carmen                     | Enzo Paolo                   | Carmen                              | Enzo Paolo                          | Valeria                                        | Manuel                                                   | Manuel                              | Manuel                              | Manuel                              | Manuel                              | Manuel                              | Nessuno                             | Nessuno                             | Nessuno                                         | Nessuno                                         | Nessuno                                         | Numero totale di nomination |
|                                                |                                                |                            |                              |                                     |                                     |                                                |                                                          |                                     |                                     |                                     |                                     |                                     |                                     |                                     |                                                 |                                                 |                                                 |                             |
|                                                | Antonella                                      | Non in gara                | Non in gara                  | Non in gara                         | Non in gara                         | Non in gara                                    | Valeria                                                  | Aída                                | Aída                                | Andrea                              | Andrea                              | Max                                 | Manuel Max                          | Ammessa alla finale                 | Vincitrice (Settimana 10 - Giorno 72)           | Vincitrice (Settimana 10 - Giorno 72)           | Vincitrice (Settimana 10 - Giorno 72)           | 8                           |
|                                                | Manuel                                         | Non in gara                | Non in gara                  | Non in gara                         | Non in gara                         | Carmen                                         | Enzo Paolo Andrea                                        | Max Jivago                          | Max Jivago                          | Guendalina                          | Guendalina                          | Antonella Nina                      | Antonella Aída                      | Qual. alla finale                   | Secondo classificato (Settimana 10 - Giorno 72) | Secondo classificato (Settimana 10 - Giorno 72) | Secondo classificato (Settimana 10 - Giorno 72) | 1                           |
|                                                | Andrea                                         | Non in gara                | Non in gara                  | Non in gara                         | Non in gara                         | Max                                            | Nina                                                     | Divino Otelma                       | Divino Otelma                       | Guendalina                          | Guendalina                          | Antonella                           | Antonella Max Aída                  | Qual. alla finale                   | Terzo classificato (Settimana 10 - Giorno 72)   | Terzo classificato (Settimana 10 - Giorno 72)   | Terzo classificato (Settimana 10 - Giorno 72)   | 8                           |
|                                                | Max                                            | Rossano                    | Valeria                      | Eroi                                | Mariano Valeria                     | Nina                                           | Aída                                                     | Antonella                           | Antonella                           | Guendalina                          | Guendalina                          | Antonella                           | Antonella Aída                      | Ammesso alla finale                 | Quarto classificato (Settimana 10 - Giorno 72)  | Quarto classificato (Settimana 10 - Giorno 72)  | Quarto classificato (Settimana 10 - Giorno 72)  | 16                          |
|                                                | Aída                                           | Alessandro                 | Alessandro                   | Max Cristiano                       | Mariano Max                         | Nina                                           | Max                                                      | Antonella                           | Antonella                           | Non votante Cayo Solitario          | Non votante Cayo Solitario          | Non votante Cayo Solitario          | Antonella Andrea                    | Ammessa alla finale                 | Quinta classificata (Settimana 10 - Giorno 72)  | Quinta classificata (Settimana 10 - Giorno 72)  | Quinta classificata (Settimana 10 - Giorno 72)  | 10                          |
|                                                | Nina                                           | Non in gara                | Non in gara                  | Non in gara                         | Immune                              | Enzo Paolo                                     | Eletti Andrea                                            | Divino Otelma                       | Divino Otelma                       | Andrea                              | Andrea                              | Max                                 | Eliminata (Settimana 9 - Giorno 65) | Eliminata (Settimana 9 - Giorno 65) | Eliminata (Settimana 9 - Giorno 65)             | Eliminata (Settimana 9 - Giorno 65)             | Eliminata (Settimana 9 - Giorno 65)             | 6                           |
|                                                | Jivago                                         | Non in gara                | Non in gara                  | Non in gara                         | Non in gara                         | Max                                            | Divino Otelma                                            | Andrea                              | Andrea                              | Andrea                              | Andrea                              | Eliminati (Settimana 8 - Giorno 58) | Eliminati (Settimana 8 - Giorno 58) | Eliminati (Settimana 8 - Giorno 58) | Eliminati (Settimana 8 - Giorno 58)             | Eliminati (Settimana 8 - Giorno 58)             | Eliminati (Settimana 8 - Giorno 58)             | 1                           |
|                                                | Guendalina                                     | Arianna                    | Den                          | Den                                 | Carmen                              | Max                                            | Divino Otelma                                            | Divino Otelma                       | Divino Otelma                       | Andrea                              | Andrea                              | Eliminati (Settimana 8 - Giorno 58) | Eliminati (Settimana 8 - Giorno 58) | Eliminati (Settimana 8 - Giorno 58) | Eliminati (Settimana 8 - Giorno 58)             | Eliminati (Settimana 8 - Giorno 58)             | Eliminati (Settimana 8 - Giorno 58)             | 7                           |
|                                                | Carmen                                         | Arianna                    | Alessandro                   | Guendalina Cristiano Den            | Guendalina Max                      | Nina                                           | Non votante Cayo Solitario                               | Non votante Cayo Solitario          | Non votante Cayo Solitario          | Eliminati (Settimana 7 - Giorno 51) | Eliminati (Settimana 7 - Giorno 51) | Eliminati (Settimana 7 - Giorno 51) | Eliminati (Settimana 7 - Giorno 51) | Eliminati (Settimana 7 - Giorno 51) | Eliminati (Settimana 7 - Giorno 51)             | Eliminati (Settimana 7 - Giorno 51)             | Eliminati (Settimana 7 - Giorno 51)             | 2                           |
|                                                | Divino Otelma                                  | Rossano                    | Valeria                      | Den                                 | Aída                                | Aída                                           | Guendalina                                               | Guendalina                          | Guendalina                          | Eliminati (Settimana 7 - Giorno 51) | Eliminati (Settimana 7 - Giorno 51) | Eliminati (Settimana 7 - Giorno 51) | Eliminati (Settimana 7 - Giorno 51) | Eliminati (Settimana 7 - Giorno 51) | Eliminati (Settimana 7 - Giorno 51)             | Eliminati (Settimana 7 - Giorno 51)             | Eliminati (Settimana 7 - Giorno 51)             | 7                           |
|                                                | Rossano                                        | Flavia                     | Ritirato                     | Ritirato                            | Ritirato                            | Ritirato                                       | Ritirato                                                 | Nominato                            | Nominato                            | Eliminati (Settimana 7 - Giorno 51) | Eliminati (Settimana 7 - Giorno 51) | Eliminati (Settimana 7 - Giorno 51) | Eliminati (Settimana 7 - Giorno 51) | Eliminati (Settimana 7 - Giorno 51) | Eliminati (Settimana 7 - Giorno 51)             | Eliminati (Settimana 7 - Giorno 51)             | Eliminati (Settimana 7 - Giorno 51)             | 6                           |
|                                                | Valeria                                        | Rossano                    | Alessandro                   | Max Cristiano                       | Mariano Max                         | Aída                                           | Max                                                      | Eliminata (Settimana 6 - Giorno 44) | Eliminata (Settimana 6 - Giorno 44) | Eliminata (Settimana 6 - Giorno 44) | Eliminata (Settimana 6 - Giorno 44) | Eliminata (Settimana 6 - Giorno 44) | Eliminata (Settimana 6 - Giorno 44) | Eliminata (Settimana 6 - Giorno 44) | Eliminata (Settimana 6 - Giorno 44)             | Eliminata (Settimana 6 - Giorno 44)             | Eliminata (Settimana 6 - Giorno 44)             | 8                           |
|                                                | Enzo Paolo                                     | Arianna                    | Valeria                      | Otelma Cristiano                    | Divino Otelma Aída                  | Nina                                           | Aída                                                     | Ritirato (Settimana 6 - Giorno 41)  | Ritirato (Settimana 6 - Giorno 41)  | Ritirato (Settimana 6 - Giorno 41)  | Ritirato (Settimana 6 - Giorno 41)  | Ritirato (Settimana 6 - Giorno 41)  | Ritirato (Settimana 6 - Giorno 41)  | Ritirato (Settimana 6 - Giorno 41)  | Ritirato (Settimana 6 - Giorno 41)              | Ritirato (Settimana 6 - Giorno 41)              | Ritirato (Settimana 6 - Giorno 41)              | 3                           |
|                                                | Alessandro                                     | Den                        | Valeria                      | Max Eletti                          | Non votante                         | Non votante                                    | Eliminato (Settimana 5 - Giorno 37)                      | Eliminato (Settimana 5 - Giorno 37) | Eliminato (Settimana 5 - Giorno 37) | Eliminato (Settimana 5 - Giorno 37) | Eliminato (Settimana 5 - Giorno 37) | Eliminato (Settimana 5 - Giorno 37) | Eliminato (Settimana 5 - Giorno 37) | Eliminato (Settimana 5 - Giorno 37) | Eliminato (Settimana 5 - Giorno 37)             | Eliminato (Settimana 5 - Giorno 37)             | Eliminato (Settimana 5 - Giorno 37)             | 7                           |
|                                                | Mariano                                        | Rossano                    | Den                          | Den                                 | Aída                                | Eliminato (Settimana 4 - Giorno 30)            | Eliminato (Settimana 4 - Giorno 30)                      | Eliminato (Settimana 4 - Giorno 30) | Eliminato (Settimana 4 - Giorno 30) | Eliminato (Settimana 4 - Giorno 30) | Eliminato (Settimana 4 - Giorno 30) | Eliminato (Settimana 4 - Giorno 30) | Eliminato (Settimana 4 - Giorno 30) | Eliminato (Settimana 4 - Giorno 30) | Eliminato (Settimana 4 - Giorno 30)             | Eliminato (Settimana 4 - Giorno 30)             | Eliminato (Settimana 4 - Giorno 30)             | 5                           |
|                                                | Cristiano                                      | Arianna                    | Alessandro                   | Mariano Enzo Paolo                  | Mariano                             | Ritirato (Settimana 3 - Giorno 26)             | Ritirato (Settimana 3 - Giorno 26)                       | Ritirato (Settimana 3 - Giorno 26)  | Ritirato (Settimana 3 - Giorno 26)  | Ritirato (Settimana 3 - Giorno 26)  | Ritirato (Settimana 3 - Giorno 26)  | Ritirato (Settimana 3 - Giorno 26)  | Ritirato (Settimana 3 - Giorno 26)  | Ritirato (Settimana 3 - Giorno 26)  | Ritirato (Settimana 3 - Giorno 26)              | Ritirato (Settimana 3 - Giorno 26)              | Ritirato (Settimana 3 - Giorno 26)              | 4                           |
|                                                | Den                                            | Arianna                    | Alessandro                   | Max Cristiano                       | Eliminato (Settimana 3 - Giorno 20) | Eliminato (Settimana 3 - Giorno 20)            | Eliminato (Settimana 3 - Giorno 20)                      | Eliminato (Settimana 3 - Giorno 20) | Eliminato (Settimana 3 - Giorno 20) | Eliminato (Settimana 3 - Giorno 20) | Eliminato (Settimana 3 - Giorno 20) | Eliminato (Settimana 3 - Giorno 20) | Eliminato (Settimana 3 - Giorno 20) | Eliminato (Settimana 3 - Giorno 20) | Eliminato (Settimana 3 - Giorno 20)             | Eliminato (Settimana 3 - Giorno 20)             | Eliminato (Settimana 3 - Giorno 20)             | 9                           |
|                                                | Eliana                                         | Rossano                    | Den                          | Den                                 | Ritirata (Settimana 3 - Giorno 17)  | Ritirata (Settimana 3 - Giorno 17)             | Ritirata (Settimana 3 - Giorno 17)                       | Ritirata (Settimana 3 - Giorno 17)  | Ritirata (Settimana 3 - Giorno 17)  | Ritirata (Settimana 3 - Giorno 17)  | Ritirata (Settimana 3 - Giorno 17)  | Ritirata (Settimana 3 - Giorno 17)  | Ritirata (Settimana 3 - Giorno 17)  | Ritirata (Settimana 3 - Giorno 17)  | Ritirata (Settimana 3 - Giorno 17)              | Ritirata (Settimana 3 - Giorno 17)              | Ritirata (Settimana 3 - Giorno 17)              | 0                           |
|                                                | Arianna                                        | Rossano                    | Eletti                       | Eliminata (Settimana 2 - Giorno 16) | Eliminata (Settimana 2 - Giorno 16) | Eliminata (Settimana 2 - Giorno 16)            | Eliminata (Settimana 2 - Giorno 16)                      | Eliminata (Settimana 2 - Giorno 16) | Eliminata (Settimana 2 - Giorno 16) | Eliminata (Settimana 2 - Giorno 16) | Eliminata (Settimana 2 - Giorno 16) | Eliminata (Settimana 2 - Giorno 16) | Eliminata (Settimana 2 - Giorno 16) | Eliminata (Settimana 2 - Giorno 16) | Eliminata (Settimana 2 - Giorno 16)             | Eliminata (Settimana 2 - Giorno 16)             | Eliminata (Settimana 2 - Giorno 16)             | 5                           |
|                                                | Flavia                                         | Alessandro                 | Non votante Eletti           | Ritirata (Settimana 2 - Giorno 10)  | Ritirata (Settimana 2 - Giorno 10)  | Ritirata (Settimana 2 - Giorno 10)             | Ritirata (Settimana 2 - Giorno 10)                       | Ritirata (Settimana 2 - Giorno 10)  | Ritirata (Settimana 2 - Giorno 10)  | Ritirata (Settimana 2 - Giorno 10)  | Ritirata (Settimana 2 - Giorno 10)  | Ritirata (Settimana 2 - Giorno 10)  | Ritirata (Settimana 2 - Giorno 10)  | Ritirata (Settimana 2 - Giorno 10)  | Ritirata (Settimana 2 - Giorno 10)              | Ritirata (Settimana 2 - Giorno 10)              | Ritirata (Settimana 2 - Giorno 10)              | 1                           |
|                                                |                                                |                            |                              |                                     |                                     |                                                |                                                          |                                     |                                     |                                     |                                     |                                     |                                     |                                     |                                                 |                                                 |                                                 |                             |
| Nominato dal leader                            | Nominato dal leader                            | Nessuno                    | Valeria                      | Den                                 | Aída                                | Aída                                           | Andrea                                                   | Jivago                              | Jivago                              | Guendalina                          | Guendalina                          | Nina                                | Nessuno                             | Nessuno                             | Antonella Max                                   | Andrea Antonella                                | Nessuno                                         |                             |
| Nominato dagli Eroi                            | Nominato dagli Eroi                            | Arianna Alessandro Rossano | Alessandro                   | Cristiano                           | Max                                 | Nina                                           | Valeria                                                  | Antonella                           | Antonella                           | Andrea                              | Andrea                              | Antonella                           | Aída Antonella                      | Aída Antonella                      | Nessuno                                         | Nessuno                                         | Nessuno                                         |                             |
| Nominato dagli Eletti                          | Nominato dagli Eletti                          | Nessuno                    | Den                          | Cristiano                           | Max                                 | Nina                                           | Divino Otelma                                            | Divino Otelma                       | Divino Otelma                       | Andrea                              | Andrea                              | Antonella                           | Aída Antonella                      | Aída Antonella                      | Nessuno                                         | Nessuno                                         | Nessuno                                         |                             |
| Eletto nominato dagli Eroi                     | Eletto nominato dagli Eroi                     | Nessuno                    | Nessuno                      | Max                                 | Mariano                             | Nessuno                                        | Nessuno                                                  | Nessuno                             | Nessuno                             | Nessuno                             | Nessuno                             | Nessuno                             | Nessuno                             | Nessuno                             | Nessuno                                         | Nessuno                                         | Nessuno                                         |                             |
| Eliminato dopo prova o eliminazione a sorpresa | Eliminato dopo prova o eliminazione a sorpresa | Nessuno                    | Nessuno                      | Nessuno                             | Nessuno                             | Nessuno                                        | Nessuno                                                  | Aída                                | Aída                                | Jivago                              | Jivago                              | Nina                                | Nessuno                             | Nessuno                             | Nessuno                                         | Nessuno                                         | Nessuno                                         |                             |
| Salvati dal televoto                           | Salvati dal televoto                           | Alessandro                 | Den Valeria                  | Cristiano Max                       | Aìda Max                            | Aìda Nina                                      | Andrea Divino Otelma                                     | Jivago Antonella                    | Jivago Antonella                    | Andrea                              | Andrea                              | Nina                                | Antonella                           | Antonella                           | Antonella                                       | Antonella                                       | Antonella 73% per vincere                       |                             |
| Eliminati dal televoto                         | Eliminati dal televoto                         | Arianna 56% per eliminare  | Alessandro 48% per eliminare | Den 47% per eliminare               | Mariano 71% per eliminare           | Carmen 53% per eliminare                       | Valeria 63% per eliminare                                | Divino Otelma 57% per eliminare     | Rossano 3 voti (su 4)               | Guendalina 68% per eliminare        | Guendalina 68% per eliminare        | Antonella 73% per eliminare         | Aída 58% per eliminare              | Aída 58% per eliminare              | Max 68% per eliminare                           | Andrea 78% per eliminare                        | Manuel 27% per vincere                          |                             |
| Nominati allo spareggio tra naufraghi          | Nominati allo spareggio tra naufraghi          | Nessuno                    | Arianna Alessandro           | Nessuno                             | Alessandro Mariano                  | Alessandro Carmen                              | Carmen Valeria                                           | Aída Carmen                         | Aída Carmen                         | Aída Guendalina                     | Aída Guendalina                     | Aída Antonella Nina                 | Nessuno                             | Nessuno                             | Nessuno                                         | Nessuno                                         | Nessuno                                         |                             |
| Nominati allo spareggio tra naufraghi          | Nominati allo spareggio tra naufraghi          | Nessuno                    | Arianna Alessandro           | Nessuno                             | Alessandro Mariano                  | Alessandro Carmen                              | Carmen Valeria                                           | Aída Carmen                         | Aída Carmen                         | Aída Jivago                         |                                     | Aída Antonella Nina                 | Nessuno                             | Nessuno                             | Nessuno                                         | Nessuno                                         | Nessuno                                         |                             |
| Spareggio tra naufraghi su Cayo Solitario      | Spareggio tra naufraghi su Cayo Solitario      | Nessuno                    | Alessandro                   | Nessuno                             | Alessandro                          | Carmen                                         | Carmen                                                   | Aída                                | Aída                                | Aída                                | Aída                                | Aída                                | Nessuno                             | Nessuno                             | Nessuno                                         | Nessuno                                         | Nessuno                                         |                             |
| Spareggio tra naufraghi su Cayo Solitario      | Spareggio tra naufraghi su Cayo Solitario      | Nessuno                    | Arianna 86% per eliminare    | Nessuno                             | Mariano 81% per eliminare           | Alessandro 59% per eliminare                   | Valeria 81% per eliminare                                | Carmen 63% per eliminare            | Carmen 63% per eliminare            | Guendalina 73% per eliminare        | Jivago 66% per eliminare            | Antonella                           | Nessuno                             | Nessuno                             | Nessuno                                         | Nessuno                                         | Nessuno                                         |                             |
| Spareggio tra naufraghi su Cayo Solitario      | Spareggio tra naufraghi su Cayo Solitario      | Nessuno                    | Arianna 86% per eliminare    | Nessuno                             | Mariano 81% per eliminare           | Alessandro 59% per eliminare                   | Valeria 81% per eliminare                                | Carmen 63% per eliminare            | Carmen 63% per eliminare            | Guendalina 73% per eliminare        | Jivago 66% per eliminare            | Nina 20% per rientrare in gioco     | Nessuno                             | Nessuno                             | Nessuno                                         | Nessuno                                         | Nessuno                                         |                             |
| Spareggio per rientare in gioco                | Spareggio per rientare in gioco                | Nessuno                    | Nessuno                      | Nessuno                             | Nessuno                             | Nessuno                                        | Rossano                                                  | Nessuno                             | Nessuno                             | Nessuno                             | Nessuno                             | Nessuno                             | Nessuno                             | Nessuno                             | Nessuno                                         | Nessuno                                         | Nessuno                                         |                             |
| Spareggio per rientare in gioco                | Spareggio per rientare in gioco                | Nessuno                    | Nessuno                      | Nessuno                             | Nessuno                             | Nessuno                                        | Cristiano 29% Eliana 9% Flavia 6% per rientrare in gioco | Nessuno                             | Nessuno                             | Nessuno                             | Nessuno                             | Nessuno                             | Nessuno                             | Nessuno                             | Nessuno                                         | Nessuno                                         | Nessuno                                         |                             |
| Nuovi sbarchi                                  | Nuovi sbarchi                                  | Nessuno                    | Nessuno                      | Nessuno                             | Nina Morić                          | Manuel Casella Andrea Lehotskà Jivago Santinni | Antonella Elia                                           | Nessuno                             | Nessuno                             | Nessuno                             | Nessuno                             | Nessuno                             | Nessuno                             | Nessuno                             | Nessuno                                         | Nessuno                                         | Nessuno                                         |                             |
| Ritirati                                       | Ritirati                                       | Nessuno                    | Rossano Flavia               | Eliana                              | Cristiano                           | Nessuno                                        | Enzo Paolo                                               | Nessuno                             | Nessuno                             | Nessuno                             | Nessuno                             | Nessuno                             | Nessuno                             | Nessuno                             | Nessuno                                         | Nessuno                                         | Nessuno                                         |                             |

## Episodi di particolare rilievo
Nella prima puntata, del 25 gennaio, il gruppo degli Eroi nomina Arianna David, Alessandro Cecchi Paone e Rossano Rubicondi; successivamente il gruppo degli Eletti ha il compito di eliminare uno di questi tre, e la scelta a maggioranza cade su Rossano Rubicondi, che viene però portato sulla spiaggia degli eletti, dove continua a partecipare come concorrente. Il televoto pertanto è stato aperto solo per gli eroi rimasti indenni dalla scelta degli eletti: Arianna David e Alessandro Cecchi Paone.
Durante la diretta del 2 febbraio, Arianna David viene eliminata dal televoto con il 56,33%; Enzo Paolo Turchi vince la prova leader. Alessandro Cecchi Paone viene nominato dagli Eroi, mentre gli Eletti scelgono Den Harrow. Flavia Vento viene trasferita al Cayo degli Eletti, mentre Rossano Rubicondi decide di lasciare l'Isola dei Famosi. Il leader, Enzo Paolo, nomina Valeria Marini. Arianna David, eliminata, viene trasferita al Cayo degli Eletti, dove questi ultimi decidono di farla rimanere. Il giorno successivo è Flavia Vento, giunta da poco a Cayo degli Eletti, a decidere di ritirarsi.
Durante la diretta del 9 febbraio, gli Eroi votano per mandare un Eletto alla Playa degli Eroi e con 4 voti viene spostato dagli eletti agli eroi Max Bertolani, che entra nello stesso tempo in nomination. Cecchi Paone, eliminato dal televoto con il 47,92%, rientra come concorrente nell'isola degli Eletti, ma dopo aver battuto a sua volta al televoto Arianna David con uno schiacciante 85,87%, che lascia definitivamente l'isola. Per determinare il secondo nominato, i voti degli Eroi e degli Eletti vengono sommati, e ne esce un pari merito tra Den Harrow e Cristiano Malgioglio: Carmen Russo decide di nominare quest'ultimo, ma successivamente, in quanto vincitrice della prova leader, nomina anche Den. Gli Eroi vengono trasferiti in un'altra isola, chiamata Cayo Paloma. Due giorni dopo l'Eletta Eliana Cartella decide di lasciare l'Isola.
Nella puntata del 13 febbraio viene ufficializzato il ritiro forzato di Den Harrow per motivi di salute; il risultato del televoto diventa dunque ininfluente, poiché avrebbe comunque sancito la sua eliminazione con il 47,31%. La puntata vede anche l'ingresso nel gioco di Nina Morić nel gruppo degli Eroi. Gli Eroi hanno la possibilità di mandare in nomination uno degli Eletti, e scelgono Mariano Apicella. La prova leader viene vinta da Enzo Paolo Turchi. Successivamente viene nominato Max Bertolani (che da questa puntata viene considerato Eroe a tutti gli effetti), con i voti di tutti i concorrenti, mentre il leader sceglie Aída Yéspica. Cristiano Malgioglio annuncia il suo ritiro dal gioco. Viene anche annunciato il futuro arrivo di un nuovo concorrente tra le file degli Eletti, il modello brasiliano Jivago Santinni, che giunge sull'isola al giorno 26. Il giorno successivo vede l'ingresso, nello stesso gruppo, della modella slovacca Andrea Lehotská.
Nella puntata del 23 febbraio Valeria Marini vince la prova leader; in seguito viene rivelato l'esito del televoto, da cui emerge come eliminato, con il 71,42% dei voti, Mariano Apicella, che perde al televoto, con l'80,79%, contro Alessandro Cecchi Paone per la permanenza sull'Isola ed è quindi definitivamente fuori dal gioco. Viene presentato un nuovo concorrente tra gli Eroi, Manuel Casella, che al suo ingresso ha l'obbligo di scegliere un Eroe da mandare in nomination: la scelta cade su Carmen Russo. Con i voti congiunti tra Eroi ed Eletti viene nominata Nina Morić, mentre la nuova leader Valeria Marini sceglie Aída Yéspica. Durante la prova ricompensa (partita di pelota hondureña tra Eroi ed Eletti), Enzo Paolo Turchi è vittima di un brutto incidente (un cocco lo colpisce pesantemente sulla tempia) e deve essere trasferito in infermeria. In seguito a questo incidente, la prova viene invalidata e la ricompensa divisa tra Eroi ed Eletti. La puntata vede anche il trasferimento del gruppo degli Eletti a Playa Uva, dove erano stanziati gli Eroi nelle settimane iniziali, perdendo così i loro privilegi. Il 25 febbraio Enzo Paolo Turchi è regolarmente rientrato in gioco.
Durante la diretta del 1º marzo, Carmen Russo viene eliminata dal televoto con il 53,30%, ma rientra in gioco dopo uno spareggio con Alessandro Cecchi Paone, che, con il 59,14%, abbandona definitivamente l'isola. Si assiste anche all'ingresso di una nuova concorrente tra gli Eroi, Antonella Elia, mentre Nina Morić per decisione del gruppo degli Eroi passa all'altro schieramento, che si trasferisce anch'esso a Cayo Paloma. La prova leader, che vede contrapposti Manuel Casella e Jivago Santinni, viene vinta dal primo. Entrano in nomination Valeria Marini, nominata dagli Eroi, e Divino Otelma, nominato dagli ex-Eletti, mentre il leader Casella nomina Andrea Lehotská. Nella stessa puntata il tastierista di Elio e le Storie Tese Rocco Tanica comunica di essere figlio del Divino Otelma all'insaputa di quest'ultimo. Ovviamente si tratta di una gag comica poiché spesso quest'ultimo derideva il concorrente.
Al 41º giorno, in seguito ad una lite con Antonella Elia, Max Bertolani ed Enzo Paolo Turchi decidono di ritirarsi dal gioco. A causa delle avverse condizioni meteorologiche, nel giorno successivo tutti i concorrenti vengono trasferiti temporaneamente in un rifugio in condizioni di maggior sicurezza, mentre Max Bertolani dopo un incontro con la produzione decide di rientrare a Cayo Paloma.
Durante la puntata dell'8 marzo, Valeria Marini viene eliminata, con il 62,76%, dal televoto e, poco dopo, perde anche la sfida, con l'81,21%, per la permanenza su Cayo Solitario contro Carmen Russo. Gli Eroi nominano Antonella Elia, mentre gli Eletti optano in maggioranza per il Divino Otelma. Manuel Casella vince nuovamente la prova leader e manda al televoto Jivago. Inoltre, viene data la possibilità al pubblico di scegliere uno tra i concorrenti ritirati di quest'edizione da far tornare in gioco per almeno una settimana. Flavia Vento ottiene il 6,93% dei voti, Eliana Cartella l'8,92%, Cristiano Malgioglio il 29,04% mentre Rossano Rubicondi il 55,11%; quest'ultimo, per volontà del pubblico votante, tornerà a Cayo Paloma.
Durante la puntata del 15 marzo, il Divino Otelma viene eliminato dal televoto con il 56,64%. Manuel Casella vince per la terza volta consecutiva la prova leader, nella finale contro Andrea. Rossano Rubicondi deve definitivamente abbandonare il gioco, non essendo stato confermato dal resto del gruppo. Eletti ed Eroi devono scegliere un membro del gruppo avversario da eliminare direttamente; in seguito a una prova vinta dagli Eletti, viene eliminata la loro prescelta Aída Yéspica, mentre si salva Guendalina. Viene dunque aperto un altro televoto per la permanenza a Cayo Solitario tra Aída e Carmen Russo che decreta l'eliminazione di quest'ultima con il 62,89%, mentre Otelma vi rinuncia: in questa fase di gioco c'è stato un momento di comicità involontaria, in quanto Otelma continuava a non capire il meccanismo di Cayo Soitario, nonostante le numerose spiegazioni del conduttore. Inoltre Otelma è stato l'unico in questa edizione (a cui è stato proposto di vivere a "Cayo Solitario") a rifiutare questo tipo di televoto. L'intero gruppo vota Andrea, mentre il leader sceglie Guendalina. Da questo momento le squadre sono sciolte e ogni concorrente gioca per sé. Tutti i concorrenti, tranne Aída, si trasferiscono di nuovo a Playa Uva.
Nella puntata del 22 marzo, Guendalina perde, a sorpresa, il televoto contro Andrea con il 67,53% e in seguito viene eliminata definitivamente, dopo essere stata portata su Cayo Solitario e aver perso, con il 73,16%, al televoto contro Aida. Intanto la prova leader che vede sfidarsi Manuel e Max viene vinta dal primo. Poco dopo nel tempio si svolge una seconda eliminazione, in cui ogni concorrente deve scegliere un compagno da salvare. L'ultimo a rimanere è Jivago che viene eliminato e trasferito su Cayo Solitario dove anch'egli perde, con il 65,56%, al televoto contro Aida. Antonella Elia viene nominata dal gruppo, mentre il leader sceglie Nina.

### Fasi finali
Nella semifinale, che ha avuto luogo il 29 marzo, Antonella Elia perde, con il 72,98%, al televoto contro Nina Morić e rimane in attesa per lo spareggio con Aida. Successivamente viene svolta una prova per decretare i primi due sicuri finalisti, con Andrea che batte Nina e Manuel che prevale su Max; i due vincitori scelgono poi tra i due sconfitti chi portare con loro in finale, e scelgono Max, mentre Nina viene inclusa con Antonella e Aida in un televoto a tre per decretare le ultime due finaliste. Il televoto chiede al pubblico Chi vuoi salvare?: Aida Yéspica ottiene il 47,92% dei voti, Antonella Elia il 32,24% e Nina Morić il 19,84%; decretando l'eliminazione di quest'ultima. Nella fase di nomination tra i concorrenti rimasti emergono i nomi di Antonella e Aida, quest'ultima inizialmente in ex aequo con Max.
Per Bertolani, Casella e Lehotská vi è la certezza del loro ingresso nello studio di Milano dell'Isola, ossia la possibilità di concorrere alla vittoria di questa edizione; le altre due finaliste, Elia e Yéspica, sono al televoto e dunque solo una di loro potrà entrare in studio e quindi continuare a partecipare alla puntata finale.
I finalisti sono pertanto i seguenti:
- Max Bertolani
- Manuel Casella
- Antonella Elia
- Andrea Lehotská
- Aída Yéspica

Nella finale, che ha avuto luogo il 5 aprile, Aída Yéspica perde, con il 58,46%, al televoto contro Antonella Elia, classificandosi quindi al quinto posto. Questo evento è stato molto criticato dalla maggioranza dei concorrenti eliminati (tutti presenti in studio), in particolare da Cristiano Malgioglio e da Alessandro Cecchi Paone, il quale ha affermato di aver dimostrato la sua teoria che affermava che per vincere questo reality non bisogna lavorare duro e comportarsi onestamente ma scatenare liti e litigare e ha incolpato il pubblico di aver votato male e di non aver riconosciuto i meriti di Aida. Dopo si svolge tra gli altri quattro finalisti una prova, vinta da Andrea, che sceglie di salvare Manuel e quindi far andare al televoto Antonella e Max, quest'ultimo viene eliminato con il 68,25% e si classifica al quarto posto. Entrato in studio Max ha avuto una discussione con Den Harrow, poiché questi credeva che, nel periodo in cui i naufraghi erano nel rifugio, Max essendosi ritirato, avesse mangiato più degli altri, nonostante il conduttore avesse ricordato che durante quel periodo erano stati regalati pasti anche ai concorrenti in gioco. In seguito si svolge tra i tre superstiti un'altra prova, vinta da Manuel che automaticamente manda al televoto Antonella ed Andrea, battuta, con il 78,04%, e quindi terza classificata. Infine, per scegliere il vincitore si sfidano Manuel e Antonella e quest'ultima vince la nona edizione dell'isola con il 73,45% dei voti. Tale evento ha scatenato ulteriori polemiche tra tutti gli altri concorrenti eliminati, i quali (ad eccezione di Jivago, Guendalina e Nina) si sono allontanati dallo studio in segno di protesta.

## La seratona
La seratona è stato il titolo dato al Galà della nona edizione de L'isola dei famosi andato in onda il 12 aprile 2012 e condotto da Nicola Savino e Vladimir Luxuria. Nel corso della puntata, tramite votazione diretta palese di tutti i naufraghi che hanno partecipato all'avventura, è stato decretato il Naufrago dei naufraghi. Con nove voti a vincere il riconoscimento è stata Aída Yéspica, seguita da Max Bertolani (tre voti) e Guendalina Tavassi (due voti).

## Ascolti
| Puntata            | Messa in onda    | Telespettatori | Share  |
| ------------------ | ---------------- | -------------- | ------ |
| 1                  | 25 gennaio 2012  | 3 311 000      | 13,43% |
| 2                  | 2 febbraio 2012  | 3 242 000      | 12,67% |
| 3                  | 9 febbraio 2012  | 4 223 000      | 17,47% |
| 4                  | 13 febbraio 2012 | 3 215 000      | 13,07% |
| 5                  | 23 febbraio 2012 | 3 159 000      | 12,42% |
| 6                  | 1º marzo 2012    | 3 314 000      | 14,37% |
| 7                  | 8 marzo 2012     | 3 516 000      | 15,72% |
| 8                  | 15 marzo 2012    | 3 651 000      | 16,32% |
| 9                  | 22 marzo 2012    | 3 584 000      | 16,13% |
| Semifinale         | 29 marzo 2012    | 3 741 000      | 16,17% |
| Finale             | 5 aprile 2012    | 4 366 000      | 21,98% |
| Media              | Media            | 3 574 000      | 15,52% |
| Galà - La seratona | 12 aprile 2012   | 2 847 000      | 11,33% |